# Ancylorhynchus brussensis
Ancylorhynchus brussensis là một loài ruồi trong họ Asilidae. Ancylorhynchus brussensis được Schiner miêu tả năm 1867. Loài này phân bố ở vùng Cổ Bắc giới.